# Montenegrijnse voetbalbond
De Fudbalski Savez Crne Gore (FSCG) is de Montenegrijnse voetbalbond. De FSCG organiseert de Eerste Liga, de Tweede Liga en het bekertoernooi. De FSCG is ook verantwoordelijk voor het Montenegrijns voetbalelftal. Merdian is de officiële sponsor van de Bond.

## Geschiedenis
De Voetbalfederatie van Montenegro werd op 8 maart 1931 in Cetinje opgericht onder de naam "Cetinjski Voetbal Subfederatie", die functioneerde binnen de Voetbalfederatie van Joegoslavië. De eerste voorzitter was professor Nikola Latković.
Voor de oprichting van de subfederatie speelden clubs uit Montenegro binnen de Splitse Voetbal Subfederatie.
Na de Tweede Wereldoorlog werd op 5 augustus 1945 een Voetbalcommissie opgericht binnen het Fysieke Cultuurcomité van Montenegro, dat in 1946 het eerste Montenegrijnse voetbalkampioenschap organiseerde.
Tijdens de oprichtingsvergadering op 6 december 1948 groeide de Voetbalcommissie uit tot de Voetbalfederatie van Montenegro, met als zetel Titograd.
Tot 28 juni 2006 maakte de Montenegrijnse Voetbalfederatie (FSCG) deel uit van de Voetbalfederatie van de FNRJ, SFRJ, SR Joegoslavië en Servië en Montenegro. Na die datum werd het een onafhankelijke federatie.
De aanvraag voor lidmaatschap bij de Europese en wereldvoetbalorganisaties UEFA en FIFA werd direct na de oprichting ingediend, op 30 juni 2006. De federatie werd toegelaten tot de UEFA tijdens het UEFA-congres in Düsseldorf op 26 januari 2007 en tot de FIFA op 31 mei 2007 tijdens het congres in Zürich.

## Nationale ploegen
- Montenegrijns voetbalelftal (mannen)
- Montenegrijns voetbalelftal (vrouwen)
- Montenegrijns voetbalelftal onder 21 (mannen)
- Montenegrijns voetbalelftal onder 17 (vrouwen)

Albanië · 
Andorra · 
Armenië · 
Azerbeidzjan · 
België · 
Bosnië-Herzegovina · 
Bulgarije · 
Cyprus · 
Denemarken · 
Duitsland · 
Engeland · 
Estland · 
Faeröer · 
Finland · 
Frankrijk · 
Georgië · 
Gibraltar · 
Griekenland · 
Hongarije · 
Ierland · 
IJsland · 
Israël · 
Italië · 
Kazachstan · 
Kosovo · 
Kroatië · 
Letland · 
Liechtenstein · 
Litouwen · 
Luxemburg · 
Malta · 
Moldavië · 
Montenegro · 
Nederland · 
Noord-Ierland · 
Noord-Macedonië · 
Noorwegen · 
Oekraïne · 
Oostenrijk · 
Polen · 
Portugal · 
Roemenië · 
Rusland · 
San Marino · 
Schotland · 
Servië · 
Slovenië · 
Slowakije · 
Spanje · 
Tsjechië · 
Turkije · 
Wales · 
Wit-Rusland · 
Zweden · 
Zwitserland
FSCG · A-internationals · Bondscoaches · Statistieken · Montenegrijns vrouwenelftal · Montenegro U21 · Montenegro U20 · Montenegro U19 · Montenegro U17 · Servië en Montenegro U19 · Servië en Montenegro U17
2003 – 2006** · 
2007 – 2009 · 
2010 – 2019 ·
2020 − 2029
EK 2008 · 
EK 2012 · 
EK 2016
WK 2006** · 
WK 2010 · 
WK 2014 · 
WK 2018
OS 2004** · 
OS 2008 · 
OS 2012 · 
OS 2016
2007 · 
2008 · 
2009 · 
2010 · 
2011 · 
2012 · 
2013 · 
2014 · 
2015 · 
2016 · 
2017 ·
2018 ·
2019 ·
2020 ·
2021 ·
2022 ·
2023
Albanië ·
Armenië ·
Azerbeidzjan ·
België · 
Bosnië en Herzegovina ·
Bulgarije ·
Colombia ·
Cyprus ·
Denemarken · 
Engeland ·
Estland ·
Faeröer ·
Finland ·
Georgië ·
Ghana ·
Gibraltar ·
Griekenland ·
Hongarije ·
Ierland ·
IJsland ·
Iran · 
Israël ·
Italië ·
Japan ·
Kazachstan ·
Kosovo ·
Kroatië ·
Letland ·
Libanon ·
Liechtenstein ·
Litouwen ·
Luxemburg ·
Moldavië ·
Nederland ·
Noord-Ierland ·
Noord-Macedonië ·
Noorwegen ·
Oekraïne ·
Oezbekistan ·
Oostenrijk ·
Polen ·
Roemenië ·
Rusland · 
San Marino ·
Servië ·
Slovenië ·
Slowakije ·
Tsjechië ·
Turkije ·
Wales ·
Wit-Rusland ·
Zweden ·
Zwitserland
Argentinië (2006) · 
Ivoorkust (2006) · 
Nederland (2006)
** - Onder de naam Servië en Montenegro
1. ↑  Meridianbet oficijelni sponzor FSCG. FSCG.me. Gearchiveerd op 26 januari 2025. Geraadpleegd op 16 februari 2025.
2. ↑  Fudbalski savez Crne Gore. FSCG.me. Geraadpleegd op 16 februari 2025.